# Kırkpınar
Kırkpınar je festival nauljenog hrvanja (turski: yagli gures) koji se svake godine održava u Edirneu u Turskoj. Kao jedno od najstarijih kontinuiranih sportskih natjecanja na svijetu, započeto 1362. god., upisan je na UNESCO-ov popis nematerijalne svjetske baštine u Europi 2010. godine. Igre su otkazane samo oko 70 puta, a izvorno mjesto održavanja je udaljeno nekih 35 km od današnjeg mjesta. Godine 1924. festival se preselio na današnje mjesto održavanja nakon Balkanskog rata.
Na tisuće natjecatelja iz različitih dobnih skupina, kultura i regija putuju svake godine da bi vidjeli kako se pehlivani (perzijski: پهلوان‎, što znači „heroj” ili „prvak”) bore za Kırkpınarski zlatni pojas i titulu glavnog pehlivana. Svaki festival pokreće njegov zaštitnik, Kırkpınar Aga, a svečanosti sadrže četrdeset bendova s davul bubnjevima i zurna šalmajima (vrste puhačkog glazbala). Zlatni remen se nosi kroz grad u procesiji, nakon čega slijedi molitva u džamiji Selimiji. Hrvačke borbe se obično održavaju u tzv. „muškom polju”. Majstor ceremonije predstavlja pehlivane publici, recitirajući u stihovima njihova imena, naslove i vještine. Nadalje, prije vježbi zagrijavanja i pozdrava uljari posipaju hrvače maslinovim uljem, uz asistenciju nositelja ručnika. Svaki hrvač nosi kıspet, debele hlače od bivolske kože. Kako se hrvanje odvija, bubnjarski i šalmaj bendovi sviraju tradicionalni repertoar festivala. Kırkpınar festival je otvoren za ljude iz svih kultura, regija i dobnih skupina, bez diskriminacije između religije, jezika ili rase. 
Za razliku od olimpijskog hrvanja, uljeno hrvanje se može osvojiti postizanjem učinkovitog držanja za kisbet. Dakle, pehlivan nastoji kontrolirati svog protivnika stavljajući mu ruku kroz rub kisbeta. Pobjeda ovim potezom se zove Paca Kazik. Izvorno, mečevi su trajali do pobjede danima dok jedan od hrvača ne bi uspostavio svoju superiornost, ali je 1975. god. trajanje meča ograničeno na 40 minuta za baspehlivane (glavni hrvači) i 30 minuta za kategorije pehlivan. Ako nema pobjednika, meč se nastavlja još 15 minuta ili 10 minuta za kategorije pehlivan, gdje rezultati bodovanja određuju pobjednika.
Svi pehlivani su završili obuku na tradicionalni način prijenosa s majstora na vježbenika u vjerskim tekijama (tekke تکیه). Pehlivani se smatraju za primjerne figure u društvu s atributima kao što su velikodušnost, poštenje, uz osobito poštovanje i pridržavanje tradicije i običaja.

## Vanjske poveznice
- Kırkpınar News  Arhivirana inačica izvorne stranice od 15. ožujka 2020. (Wayback Machine) (engl.)
- Kırkpınar  Arhivirana inačica izvorne stranice od 24. siječnja 2021. (Wayback Machine) (tur.) (engl.)
- allaboutturkey.com